# Nikki Blonsky
Nicole Margaret "Nikki" Blonsky (født 9. november 1988) er en amerikansk skuespiller, sanger og danser. Hun er bedst kendt for sin rolle som Tracy Turnblad i filmen Hairspray fra 2007 og som Maggie Baker i filmen Queen Sized fra 2008. Hun er også kendt for sin hovedrolle i ABC Familys originale serie Huge.